# Qixing, Chongqing
Qixing (kinesiska: 七星) är en köping i sydvästra Kina. Den ligger i stadsdistriktet Liangping i storstadsområdet Chongqing, omkring 150 kilometer nordost om det centrala stadsdistriktet Yuzhong. Antalet invånare är 7 804. Befolkningen består av 3 783 kvinnor och 4 021 män. Barn under 15 år utgör 25,0 %, vuxna 15-64 år 61 %, och äldre över 65 år 12,0 %.